# Шляхтич, Алексей Константинович
Алексей Константинович Шляхтич (17.03.1924 — 22.12.1981) — командир взвода 1285-го стрелкового полка 60-й стрелковой дивизии 47-й армии 1-го Белорусского фронта, лейтенант. Герой Советского Союза.

## Биография
Родился 17 марта 1924 года в селе Антоновка ныне Тальновского района Черкасской области Украины в крестьянской семье. Украинец. Член ВКП(б)/КПСС с 1949 года. Окончил семь классов неполной средней школы и школу фабрично-заводского ученичества. Работал слесарем на азотно-туковом заводе в Днепродзержинске, затем в Ворошиловграде на заводе имени Октябрьской революции.
В 1941 году призван в ряды Красной Армии. В боях Великой Отечественной войны с октября 1941 года. В 1944 году окончил курсы младших лейтенантов. Воевал на 1-м Белорусском фронте.
Командир взвода 1285-го стрелкового полка лейтенант А. К. Шляхтич отличился при форсировании реки Висла 16 января 1945 года в районе посёлка Новы-Двур, ныне город Новы-Двур-Мазовецки, севернее Варшавы. Под сильным артиллерийским и пулемётным огнём по разбитому льду взвод А. К. Шляхтича в числе первых переправился через реку. На плацдарме участвовал в отражении ряда ожесточённых контратак врага. Затем бойцы выбили противника с нескольких укреплённых позиций.
Указом Президиума Верховного Совета СССР от 27 февраля 1945 года за мужество и героизм, проявленные при форсировании Вислы и удержании плацдарма на её западном берегу, лейтенанту Алексею Константиновичу Шляхтичу присвоено звание Героя Советского Союза с вручением ордена Ленина и медали «Золотая Звезда».
В 1946—1951 годах служил во Внутренних войсках МВД СССР и в органах Министерства государственной безопасности СССР. В 1951 окончил курсы усовершенствования офицерского состава и продолжал службу в Советской Армии. С 1968 года подполковник А. К. Шляхтич — в запасе. Жил в городе-герое Киеве. Скончался 22 декабря 1981 года. Похоронен в Киеве на Городском кладбище «Берковцы».

## Награды
Награждён орденом Ленина, медалями.